# Ernest Parker (Schwimmer)
Ernest Parker (* 14. November 1895 in Sheffield; † 28. November 1965 ebenda) war ein britischer Schwimmer.

## Karriere
Parker begann seine Karriere im Alter von 13 Jahren mit einer Teilnahme an der Yorkshire Backstroke Championship. 1913 erreichte er seinen ersten Podiumsplatz bei den ASA Championships mit einem dritten Rang über 200 m Brust. Im Jahr 1920 nahm der Brite an den Olympischen Spielen in Antwerpen teil. Im Wettbewerb über 200 m Brust scheiterte er als Sechster seines Vorlaufs am Halbfinaleinzug. In den Jahren 1920, 1922 und 1923 folgten dritte Plätze bei den ASA Championships über 150 Yards Rücken.
Neben dem Schwimmsport betrieb Parker auch Wasserball und Tauchsport.